# Prasanta Chandra Mahalanobis
Prasanta Chandra Mahalanobis (Bangla: প্রশান্ত চন্দ্র মহলানবিস) (29 de junio de 1893 – 28 de junio de 1972) fue un científico indio que destacó en estadística aplicada. Su contribución más conocida es la distancia de Mahalanobis, una medida de distancia estadística. Realizó trabajos pioneros en las variaciones antropométricas en la india. Fundó el Instituto de Estadística de la India, y contribuyó al campo de las encuestas a gran escala.
Su padre, Prabodh Chandra, fue un miembro activo del movimiento religioso Brahmo Samaj. Su madre, Nirodbasin, perteneció a una familia de gran tradición académica. Se graduó en física en 1912 por la Universidad presidencial de Calcuta, y completó sus estudios en el King's College de Cambridge, tras lo que volvió a Calcuta.
Inspirado por la revista científica Biometrika y por Acharya Brajendranath Seal, empezó a trabajar en estadística. Empezó analizando resultados de exámenes universitarios, medidas antropométricas de anglo-indios de Calcuta y problemas meteorológicos. También trabajó como meteorólogo durante algún tiempo. En 1924, mientras trabajaba en la probabilidad de error de los resultados de los experimentos en agricultura, conoció a Ronald Fisher, con quien estableció una amistad que se mantendría durante toda su vida. También trabajó en modelos para prevenir inundaciones.
Sus contribuciones más importantes están relacionadas con encuestas a gran escala. Introdujo el concepto de encuestas piloto y defendió la utilidad de los métodos de muestreo. Su nombre se asocia también con la distancia multivariable independiente de la escala, que tomó el nombre de distancia de Mahalanobis. Fundó el Instituto Indio de Estadística el 17 de diciembre de 1931.
Mostró interés por los logros culturales y fue secretario de Rabindranath Tagore, particularmente durante sus viajes al extranjero. Recibió un premio Padma Vidhushan, uno de los premios más reputados de la India, por sus contribuciones a la ciencia y sus servicios al país.
Murió el 28 de junio de 1972, un día antes de alcanzar los 79 años de edad. En sus últimos años continuó su labor investigadora y desempeñando los cargos de Secretario y Director del Instituto Indio de Estadística y Consejero Honorífico de Estadística del Gabinete de Gobierno de la India.

## Premios
- Medalla Weldon de la Universidad de Oxford (1944)
- Socio de la Royal Society, de Londres (1945)
- Presidente Honorífico del Instituto Internacional de Estadística (1957)
- Padma Vibhushan (1968)